# كريستيان ليندنر
كريستيان ليندنر (بالألمانية: Christian Lindner)‏ (مواليد 7 كانون الثاني 1979) سياسي ألماني عضو في البوندستاغ وزعيم الحزب الديمقراطي الحر (FDP). شغل منصب وزير المالية في حكومة شولتس من 8 ديسمبر 2021 حتى أقاله المستشار أولاف شولتس في 7 نوفمبر 2024 على أثر الخلاف حول الإجراءات اللازمة لإصلاح اقتصاد البلاد. أعلن انسحابه من العمل السياسي بعد فشل حزبه في إحراز الحد الأدنى اللازم للحصول على مقاعد في البوندستاج في الانتخابات الاتحادية التي أجريت في فبراير 2025.

## روابط خارجية
- كريستيان ليندنر على موقع IMDb (الإنجليزية)
- كريستيان ليندنر على موقع مونزينجر (الألمانية)
- كريستيان ليندنر على موقع ديسكوغز (الإنجليزية)
- كريستيان ليندنر على موقع قاعدة بيانات الفيلم (الإنجليزية)
- كريستيان ليندنر على موقع كينوبويسك (الروسية)

- برلمان شمال الراين وستفاليا _ العضو كرستيان ليندنر (ألمانية)
- موقع ليندنر الشخصي (ألمانية)
- السيرة الذاتية لليندنر (إنكليزية)